# مكراكرز

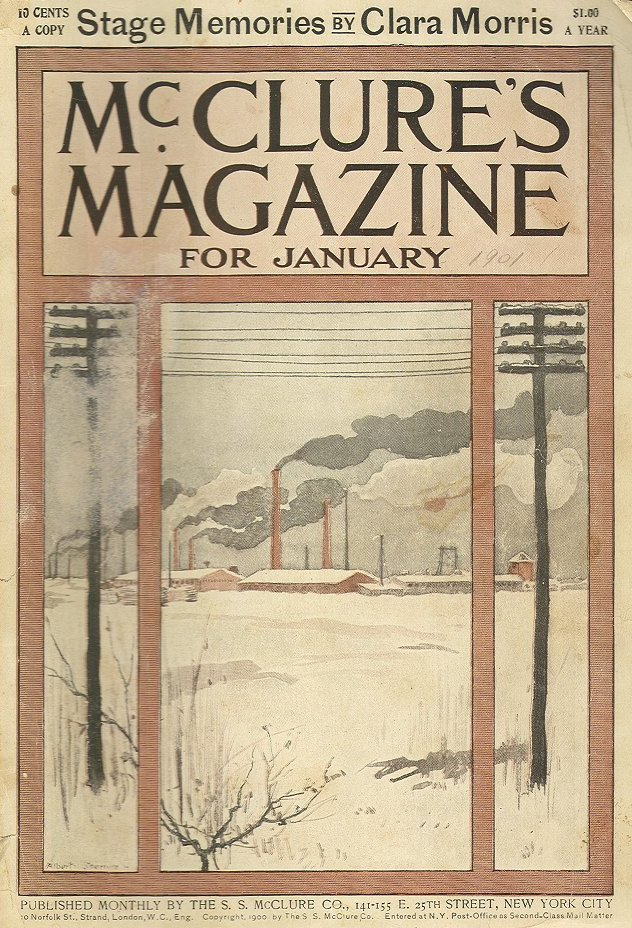
نشرت McClure's (الغلاف، يناير 1901) العديد من مقالات مكراكرز المبكرة.

المكراكرز أو المدافعين (بالإنجليزية: Muckraker)‏ هو مصطلح أطلق على الصحفيين ذوي العقلية الإصلاحية في العصر التقدمي في الولايات المتحدة (1890 - 1920) الذين كشفوا عن الفساد في المؤسسات وفي قيادتها، عادة ما كان لديهم جمهور كبير في المجلات الشعبية. يشير المصطلح الحديث بشكل عام إلى الصحافة الاستقصائية أو صحافة المراقبة. غالبًا ما يُطلق على الصحفيين الاستقصائيين في الولايات المتحدة بشكل غير رسمي اسم «مكراكرز».
لعب المكراكرز دورًا واضحًا للغاية خلال الحقبة التقدمية، تناولت مجلات المكراكرز - لا سيما مجلة McClure للناشر SS McClure - احتكارات الشركات والآلات السياسية، بينما كانت تحاول زيادة الوعي العام والغضب من الفقر الحضري وظروف العمل غير الآمنة والبغاء وعمالة الأطفال، أيضاً كتب بعض المكراكرز أعمال أدبية خيالية ولكن كان فيها تأثير واسقاطات واضحة مثل تلك التي كتبها أبتون سنكلير.
في الاستخدام الأمريكي المعاصر يمكن أن يشير المصطلح إلى الصحفيين أو غيرهم ممن «يبحثون بعمق عن الحقائق» أو أولئك الذين يسعون إلى إثارة الفضائح.  هذا المصطلح يشير إلى شخصية جون بونيان في كتاب بروجريم الذي أطلق عليه "Muck-rake" وتعني الشخص الذي يشعل النار أو يكشف الفضائح، أصبحت المصطلح شهيراً بعد أن أشار الرئيس ثيودور روزفلت إلى المصطلح في خطاب 1906؛ حيث اعترف روزفلت بأن «الرجال الذين لديهم يغمسون أرجلهم في الوحل لكشف الخبايا هم في الغالب لا غنى عنهم لخدمة المجتمع ولكن فقط إذا كانوا يعرفون متى يتوقفون عن دك الوحل».

## التاريخ
بدأ استخدام المصطلح في منتصف القرن التاسع عشر، حيث اعتبر بأن من يقوم بعمل تحقيقات صحفية باسم "muckraking" وبدأ استخدامه مع بداية عام 1900، حيث ارتبط اسمه مع عدة صحف للطبقة الوسطى مثل: كولير ومونسي وماكلير. 

## أصل المصطلح

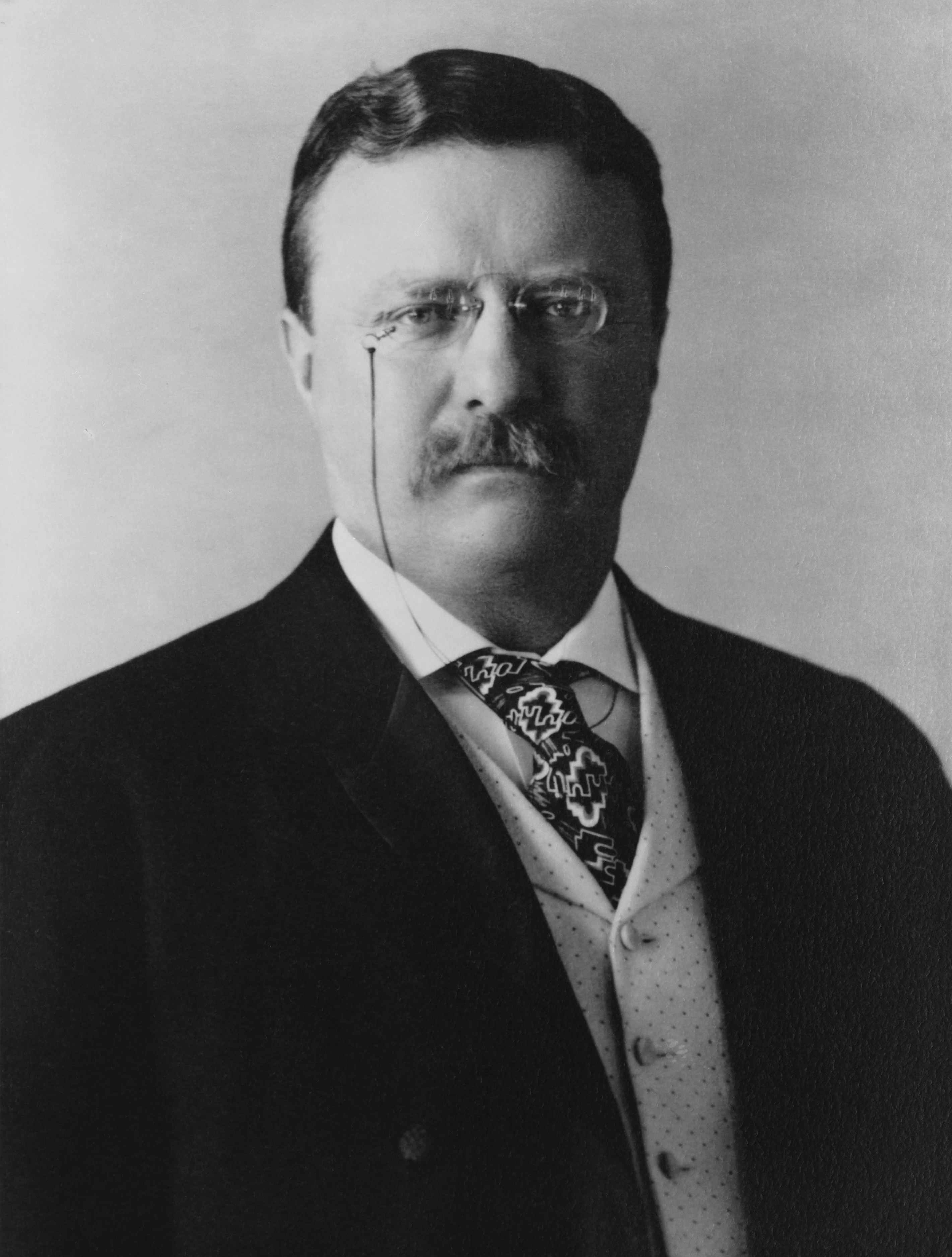
ثيودور روزفلت

بعد أن تولى الرئيس ثيودور روزفلت منصبه في عام 1901 بدأ في إدارة هيئات معنية بالصحافة، ومن أجل القيام بذلك قام السكرتير الصحفي الخاص به إلى وضع مجلس الوزراء وبدأ عمل مؤتمرات صحفية. لم يكن الصحفيون الإستقصائيون الذين ظهروا في بداية القرن العشرين مثل لينكولن ستيفنز من السهل عليهم الوصول للبيت الأبيض، وأتاح الرئيس هؤلاء الصحفيون السماح بدخول البيت الأبيض وإجراء مقابلات. 
استخدم روزفلت الصحافة بشكل فعال للغاية لتعزيز المناقشة ودعم سياساته للصفقة العادلة "Square deal" بين قاعدته في الناخبين من الطبقة المتوسطة، ولكن عندما تشتت الصحفيون في عدة مواضيع جدلية مختلفة اثار هذا استياء روزفلت ووصفهم بمن يغرق نفسه في الوحل. في خطاب ألقاه في 14 أبريل 1906 بمناسبة تكريس مبنى مكتب مجلس النواب، استند إلى شخصية من الكلاسيكية جون بونيان 1678. 
بينما حذر روزفلت من المزالق المحتملة نتيجة عدم انتباه الشخص أنه في الوحل، شدد روزفلت على الفائدة الاجتماعية لتقارير الصحافة الاستقصائية. 
معظم هؤلاء الصحفيين كانوا يكرهون أن يطلقوا عليهم اسم المكراكرز. لقد شعروا بالخيانة من أن روزفلت سوف يوصمهم بهذا المصطلح بعد أن ساعدوه في انتخابه. يعتقد David Graham Philips أن مصطلح المكراكرز أدى إلى نهاية الحركة حيث كان من السهل تجميع الصحفيين ومهاجمتهم.
في نهاية المطاف اُسْتُخْدِم المصطلح في إشارة إلى الصحفيين الاستقصائيين الذين أبلغوا عن قضايا مثل الجريمة والاحتيال والنفايات والصحة والسلامة العامة والتطعيم والممارسات المالية غير القانونية وكشفوا عنها. قد تغطي تقارير المدلل الشركات والحكومة.

## اختفاءه
بدأ تأثير المكراكرز في التلاشي خلال الفترة المحافظة للرئيس لوليام هوارد تافت، كما كانت الشركات والقادة السياسيين أكثر نجاحًا في إسكات هؤلاء الصحفيين وأجبرت مقاطعة المعلنين بعض المجلات على الإفلاس، أشار البعض أيضاً إلى أن سياسات كسر الإحتكار ضد بعض الشركات أدى إلى عدم إهتمام القراء بهذه النوعية من الصحافة مما أدى إلى انتهاء تأثيرهم الذي كانوا عليه من قبل. 

## تأثيره
وفقًا لفريد جيه كوك أدت صحافة المكراكرز أو المدافعين إلى تحريك الأمور وصدور أحكام قضائية أو تشريعات التي كان لها تأثير دائم، مثل نهاية احتكار ستاندرد أويل لصناعة النفط، وإنشاء قانون الغذاء والدواء النقي لعام 1906، إنشاء أول قوانين عمل للأطفال في الولايات المتحدة حوالي عام 1916، كشفت تقاريرهم عن الرشوة والفساد على مستوى المدينة والولاية وكذلك في الكونغرس، مما أدى إلى إصلاحات وتغييرات في نتائج الانتخابات. 
تشمل التغييرات الأخرى التي نتجت عن مقالات المكراكرز إعادة تنظيم البحرية الأمريكية (بعد أن نشر هنري رويتردال مقالًا مثيرًا للجدل في McClure's). اُسْتُخْدِمت مقالات مثل «خيانة مجلس الشيوخ» لديفيد جراهام فيليب لتغيير طريقة انتخاب أعضاء مجلس الشيوخ بموجب التعديل السابع عشر لدستور الولايات المتحدة.